# Močile
Močile is een plaats in Slovenië en maakt deel uit van de gemeente Črnomelj in de NUTS-3-regio Jugovzhodna Slovenija. De plaats telde 12 inwoners op 1 januari 2020.
Adlešiči · Balkovci · Bedenj · Belčji Vrh · Bistrica · Blatnik pri Črnomlju · Bojanci · Brdarci · Breg pri Sinjem Vrhu · Breznik · Butoraj · Cerkvišče · Dalnje Njive · Damelj · Dečina · Desinec · Deskova vas · Dobliče · Doblička Gora · Dolenja Podgora · Dolenja vas pri Črnomlju · Dolenjci · Dolenji Radenci · Dolenji Suhor pri Vinici · Dolnja Paka · Draga pri Sinjem Vrhu · Dragatuš · Dragovanja vas · Dragoši · Drenovec · Drežnik · Črešnjevec pri Dragatušu · Čudno selo · Fučkovci · Golek pri Vinici · Golek · Gorenja Podgora · Gorenjci pri Adlešičih · Gorenji Radenci · Gorica · Gornja Paka · Gornji Suhor pri Vinici · Griblje · Grič pri Dobličah · Hrast pri Vinici · Jankoviči · Jelševnik · Jerneja vas · Kanižarica · Knežina · Kot ob Kolpi · Kovača vas · Kovačji Grad · Kvasica · Lokve · Mala Lahinja · Mala sela · Mali Nerajec · Marindol · Mavrlen · Mihelja vas · Miklarji · Miliči · Močile · Naklo · Nova Lipa · Obrh pri Dragatušu · Ogulin · Otovec · Paunoviči · Perudina · Petrova vas · Pobrežje · Podklanec · Podlog · Prelesje · Preloka · Pribinci · Purga · Pusti Gradec · Rodine · Rožanec · Rožič Vrh · Ručetna vas · Sečje selo · Sela pri Dragatušu · Sela pri Otovcu · Sinji Vrh · Sodevci · Srednji Radenci · Stara Lipa · Stari trg ob Kolpi · Stražnji Vrh · Svibnik · Šipek · Špeharji · Talčji Vrh · Tanča Gora · Tribuče · Tušev Dol · Učakovci · Velika Lahinja · Velika sela · Veliki Nerajec · Vinica · Vojna vas · Vranoviči · Vrhovci · Vukovci · Zagozdac · Zajčji Vrh · Zapudje · Zastava · Zilje · Zorenci · Žuniči